# 土峪乡
土峪乡，是中华人民共和国山西省吕梁市岚县下辖的一个乡镇级行政单位。2021年5月28日，撤销土峪乡，整建制并入东村镇。

## 行政区划
土峪乡下辖以下地区：
土峪村、西土峪村、店上村、清水河村、陈家庄村、丁字坪村、胡琴舍村和黄签村。